# Nokia 6120
Il Nokia 6120 è un cellulare della casa finlandese Nokia, prodotto dal 1998 e attualmente fuori produzione. Prodotto per il solo mercato nordamericano, è il gemello della versione europea, il Nokia 6110.

## Caratteristiche
Tra le funzioni del 6120 vi erano:
- Quattro giochi
- Calcolatrice, orologio, sveglia e calendario
- Convertitore di valute
- Profili sonori personalizzabili
- Cover in tre colori diversi